# Cataulacus silvestrii
Cataulacus silvestrii är en myrart som beskrevs av Carlo Emery 1891. Cataulacus silvestrii ingår i släktet Cataulacus och familjen myror. Inga underarter finns listade.